# Estação Portazgo
Portazgo é uma estação da Linha 1 do Metro de Madrid (España).

## História
A estação foi inaugurada em 2 de julho de 1962.